# 尾崎義春
尾崎 義春（おざき よしはる、1890年〈明治23年〉4月20日 - 1973年〈昭和48年〉9月19日）は、日本の陸軍軍人、政治家。最終階級は陸軍中将。北海道旭川市出身。

## 経歴
農家の尾崎次郎の二男として生まれる。北海道庁立旭川中学校を卒業したのち、日本軍に入隊。 陸軍士官学校23期・ 陸軍大学校31期。関東軍に出仕。1928年の張作霖爆殺事件の際には河本大作大佐の部下として実行部隊を指揮する。その後、日中戦争（支那事変）では独立混成第13旅団長として出動し、淮南で新四軍と激戦を繰り広げた。
日米開戦後は第19師団長に親補され、北朝鮮からフィリピンへと転戦。リンガエン湾・プロム山の戦闘では圧倒的兵力を誇る米軍相手に善戦敢闘した。1948年（昭和23年）1月31日、公職追放仮指定を受けた。
戦後は、煎餅屋を営みながら旭川市議会議員を3期務め、五十嵐広三の革新市政に対峙した。長男義勇は防衛庁官僚となり、次男義弘は航空自衛隊のパイロットとなったが、1973年に飛行訓練中に搭乗機（F-4戦闘機）の突然の空中爆発により、殉職した。義弘の息子は同じく航空自衛隊のパイロットとなった尾崎義典空将である。

## 年譜
- 1911年（明治44年）5月 - 陸軍士官学校卒業（23期）
  - 12月 - 歩兵少尉・歩兵第26連隊付
- 1914年（大正3年）12月 - 歩兵中尉
- 1919年（大正8年）11月 - 陸軍大学校卒業（31期）・ 歩兵第26連隊中隊長
- 1921年（大正10年）4月 - 歩兵大尉・陸士教官
- 1922年（大正11年）8月 - 参謀本部員
- 1926年（大正15年）3月 - 関東軍参謀
- 1927年（昭和2年）7月 - 歩兵少佐
- 1928年（昭和3年）8月 - 歩兵第25連隊大隊長
- 1930年（昭和5年）8月 - 陸軍戸山学校教官
- 1931年（昭和6年）8月 - 歩兵中佐
- 1932年（昭和7年）12月 - 第20師団参謀
- 1935年（昭和10年）12月 - 歩兵大佐・秋田連隊区司令官
- 1937年（昭和12年）4月 - 歩兵第17連隊長
- 1938年（昭和13年）12月 - 陸軍少将・歩兵第20旅団長
- 1939年（昭和14年）1月 - 独立混成第13旅団長
- 1940年（昭和15年）9月 - 陸軍戸山学校長
- 1941年（昭和16年）7月 - 留守第19師団長 
  - 8月 - 陸軍中将
- 1942年（昭和17年）7月 - 第19師団長
- 1947年（昭和22年）1月 - 復員

## 栄典
位階
- 1937年（昭和12年）12月28日 - 正五位
- 1942年（昭和17年）1月15日 - 従四位

勲章
- 1940年（昭和15年）8月15日 - 紀元二千六百年祝典記念章[3]

## 著作
- 『陸軍を動かした人々』八小堂書店、1960年。